# فیلیپ ارنبرگ
فیلیپ ارنبرگ (انگلیسی: Philip Erenberg; ۱۶ مارس ۱۹۰۹ – ۲ فوریهٔ ۱۹۹۲) ژیمناست هنری اهل ایالات متحده آمریکا بود.